# Petrăchioaia
Petrăchioaia est une commune située en Roumanie, au nord-est de Bucarest, dans le județ d'Ilfov, région de Munténie. Elle comprend quatre villages, Măineasca, Surlari, Petrăchioaia and Vânători, et sa population est de 3 498 habitants au recensement de 2011.

## Démographie
Lors du recensement de 2011, 87,33 % de la population se déclarent roumains et 8,63 % comme roms (0,11 % déclarent une autre appartenance ethnique et 3,91 % ne déclarent pas d'appartenance ethnique).

## Politique
| Parti | Parti                                                 | Sièges |
| ----- | ----------------------------------------------------- | ------ |
|       | Parti national libéral (PNL)                          | 11     |
|       | Parti social-démocrate (PSD)                          | 1      |
|       | Union nationale pour le progrès de la Roumanie (UNPR) | 1      |